# Loi sur la preuve au Canada
La Loi sur la preuve au Canada est une loi du Parlement du Canada adoptée en 1893 qui régit les règles de preuve dans les instances judiciaires fédérales. Comme le droit de la preuve canadien est en grande partie établi par la common law, la Loi n'est pas exhaustive.
La Loi s'applique aux procédures judiciaires régies par le droit fédéral. La Loi sur la preuve s'applique donc devant les tribunaux et organismes administratifs créés par le Parlement fédéral, tels que la Cour fédérale du Canada et la Cour canadienne de l'impôt, ainsi que les appels de ces tribunaux devant la Cour d'appel fédérale et la Cour suprême du Canada. La Loi s'applique également aux cours provinciales lorsqu'elles entendent et tranchent des affaires en vertu des lois fédérales, notamment en vertu du Code criminel, lequel est une loi fédérale.
La Loi ne s'applique pas aux questions relevant du droit provincial. Chaque province a sa propre loi sur la preuve pour les questions relevant de la loi provinciale (le Québec utilise le livre septième du Code civil du Québec). Lorsqu'une affaire relevant d'une loi provinciale est portée en appel devant la Cour suprême du Canada, c'est la Loi sur la preuve provinciale qui prévaut, et non la loi fédérale. La Loi sur la preuve au Canada intègre le droit de la preuve des provinces de common law pour compléter les dispositions de la loi fédérale, notamment dans la loi relative à la preuve de la signification des documents.